# Leucania poststriata
Leucania poststriata là một loài bướm đêm trong họ Noctuidae.